# 小野衛
小野 衛（おの まもる、1915年8月18日 - 2001年11月14日）は、日本の邦楽作曲家、演奏家。

## 経歴
福岡県北九州市に生まれる。雅号は猷山。幼少より邦楽に親しみ、1933年福岡県中学修猷館、1935年3月旧制福岡高等学校理科甲類を経て、東京帝国大学理学部物理学科に進学。在学中に、島村卿山に尺八、宮城道雄に箏（琴）と三弦（三味線）を学び、1937年からは尺八のパートとして宮城道雄と共演する。1938年3月に東大を卒業後、宮城道雄の養女・よし子と結婚して婿養子となり、宮城衛と改姓。一方で、諸井三郎に作曲を学んでおり、1947年には諸井門下の柴田南雄、入野義朗、團伊玖磨らと新声会を結成し、『絃楽三重奏曲』、『五重奏曲』などを発表している。
1936年から宮城道雄が亡くなる1956年まで、盲目の宮城道雄が作曲した点字の楽譜を五線譜などに翻訳する作業を行うなど、宮城道雄のよき協力者でもあり、箏曲宮城流宗家となるが、1966年宮城一門から独立して旧姓の小野衛に戻り、創明音楽会を創立して、初代会長となる。箏、尺八、三弦の作曲家、演奏家、指揮者として活躍し、その旺盛な創作活動で、現代邦楽のリーダーとなった｡
箏、尺八、三弦を母体に、西洋古典音楽の手法と様式もとり入れた作品を多く発表し、代表作に『箏二重奏のためのソナタ』などがある。現代邦楽作曲家連盟会長も務めた。
2001年11月14日、肺癌のため死去。

## 著書
- 『宮城道雄の音楽』（音楽之友社、1987年)